# میشل آنسرمت
میشل آنسرمت (انگلیسی: Michel Ansermet؛ زادهٔ ۲۰ february ۱۹۶۵ (۶۰ سال)) ورزشکار ورزش تیراندازی اهل سوئیس است.
وی در مسابقات کشوری و بین‌المللی در مجموع برندهٔ ۱ مدال نقره شده‌است.